# عصفة

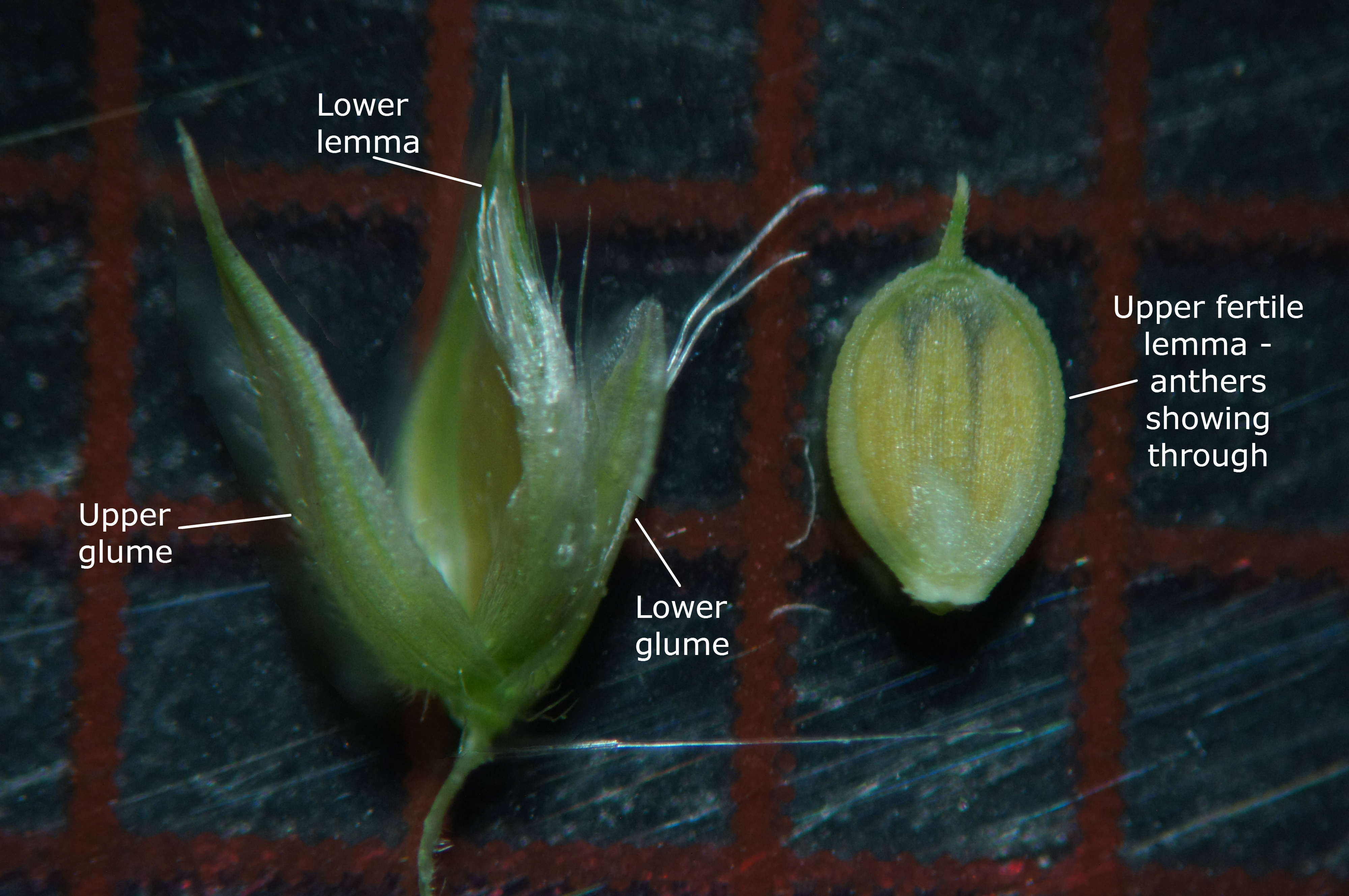
العصافات العلوية والسفلية من عشب Urochloa mosambicensis،

العَصفة أو العُصَافة أو القُنْبُع في علم النبات قنابةٌ (بنية تشبه الأوراق) أسفل السنيبلات في الإزهار (عنقود الزهرة) من الأعشاب (النجيلية) أو أزهار البردي (السعدية). هناك نمطان آخران من القنابات في السنيبلات الأعشاب: العُصيفة العليا والعُصيفة السفليى.
في الأعشاب، تشكل قطعتان تعرفان باسم «العصافات» الجزء السفلي من السنيبلات (عادًة ما تكون هناك اثنتان ولكن أحدهما تكون منخفضة أحيانًا؛ أو نادرًا ما يكون كلاهما غائبًا). قد يكون اللمعان متشابه في شكله مع العصيفة السفلى، القنابات في قاعدة كل زُهَيرَة.
أما نباتات السعدية فهي على النقيض من ذلك، فإن القشرة هي المقياس في قاعدة كل زهرة في السنيبلة